# ユー・サファー
「ユー・サファー」（You Suffer）は、イギリスのバンドであるナパーム・デスの楽曲。世界で一番短い曲としてギネスブックに掲載されており、正確な長さは1.316秒とされている（別の長さで紹介されることもある）。ナパーム・デスはライヴにおいてこの楽曲を頻繁に演奏している。歌詞を聞き取るのは非常に困難だが、“You Suffer But Why?”（お前は苦しむ、しかし何故だ？）とされている。

## 概要
本作は「苦しむことに意味はあるのか？ 何に苦しむために俺たちは作られたのだろうか？」という「不条理な世界に対するアンチテーゼの曲」である。
この楽曲は1986年に録音され、アルバム『スカム』に収録されてイヤーエイク・レコードからその翌年に発表された。このアルバムはA面（1曲目～12曲目）とB面（13曲目～28曲目）でメンバーが異なる変則的アルバムである。収録時間も全28トラックでトータルで33分04秒という短さである。
2007年にアルバム『スカム』が再発売されたのにあわせ、イヤーエイク・レコードは20周年記念としてミュージック・ビデオを制作した。

## 参加ミュージシャン
- ジャスティン・ブロードリック - ギター
- ニック・ブレン - ベース、ボーカル
- ミック・ハリス - ドラムス